# Race of Champions 1979
GP précédent GP suivant
La Race of Champions 1979 (XIII Marlboro / Daily Mail Race of Champions), disputée le 15 avril 1979 sur le tracé de Brands Hatch en Angleterre, est la treizième édition de cette épreuve. Cette Race of Champions est également la troisième manche du championnat de Grande-Bretagne de Formule 1 1979.

## Course
| Pos. | Pilote            | Écurie             | Tours | Temps/Abandon     |
| ---- | ----------------- | ------------------ | ----- | ----------------- |
| 1    | Gilles Villeneuve | Ferrari            | 40    | 53 min 15 s 253   |
| 2    | Nelson Piquet     | Brabham-Alfa Romeo | 40    | + 14 s 07         |
| 3    | Mario Andretti    | Lotus-Ford         | 40    | + 23 s 17         |
| 4    | Jochen Mass       | Arrows-Ford        | 40    | + 40 s 76         |
| 5    | Niki Lauda        | Brabham-Alfa Romeo | 39    | + 1 tour          |
| 6    | Elio De Angelis   | Shadow-Ford        | 39    | + 1 tour          |
| 7    | Guy Edwards       | Copersucar-Ford    | 39    | + 1 tour          |
| 8    | Bernard de Dryver | Copersucar-Ford    | 39    | + 1 tour          |
| 9    | Desiré Wilson     | Tyrrell-Ford       | 38    | + 2 tours         |
| 10   | Gordon Smiley     | Tyrrell-Ford       | 38    | + 2 tours         |
| 11   | Giacomo Agostini  | Williams-Ford      | 38    | + 2 tours         |
| 12   | Val Musetti       | March-Ford         | 36    | + 4 tours         |
| 13   | Robin Smith       | Ensign-Ford        | 36    | + 4 tours         |
| Abd. | Rupert Keegan     | Arrows-Ford        | 35    | Moteur            |
| Abd. | Emilio de Villota | Lotus-Ford         | 34    | Moteur            |
| Abd. | Philip Bullman    | Surtees-Ford       | 25    | Tête-à-queue      |
| Abd. | John Watson       | McLaren-Ford       | 18    | Boîte de vitesses |
| Abd. | Tiff Needell      | Chevron-Ford       | 17    | Accident          |
| Np   | David Kennedy     | Wolf-Ford          | -     | Boîte de vitesses |
| Nq   | Gerd Biechteler   | March-Ford         | -     | -                 |

En italique, les pilotes du championnat de Grande-Bretagne de Formule 1.

## Pole position et record du tour
- Pole position :  Mario Andretti (Lotus-Ford) en 1 min 17 s 52 (195,330 km/h)[2].
- Meilleur tour en course :  Nelson Piquet (Brabham-Ford) en 1 min 17 s 46 (194,481 km/h)[3].